# Juliusz Teodor Heinzel
Juliusz Teodor Heinzel baron von Hohenfels (ur. 7 stycznia 1861 w Łodzi, zm. 21 sierpnia 1922, tamże) – łódzki fabrykant pochodzenia niemieckiego.

## Życiorys
Urodził się 7 stycznia 1861 roku. Był synem Juliusza Heinzla, twórcy imperium Heinzlów w Łodzi, a także Pauliny Volkmann, był mężem Anny Emilii Geyer. Mieli czworo dzieci, w tym synów: Juliusza Romana Piotra Ryszarda Heinzla (ofiara zbrodni katyńskiej), Romana Cezarego Ludwika Heinzla oraz córki: Irmę Olgę Paulinę Wikorię Rzewiską i Melitę Annę Rafaelę Karsch. Zmarł 21 sierpnia 1922 roku. Spoczywa na Starym Cmentarzu w Łodzi w kaplicy Henizlów.

### Działalność biznesowa
Juliusz Teodor Heinzel ukończył w 1881 roku liceum w Rydze, a następnie do 1888 roku studiował chemię na Politechnice Ryskiej. Uzyskał prawo do używania herbu Cesarstwa Rosyjskiego na wyrobach wełnianych i bawełnianych. Jako przedstawiciel przemysłu rosyjskiego na Wystawie Światowej w Paryżu w 1900 roku został odznaczony medalem za produkty swojej fabryki. Do wybuchu I wojny światowej w 1914 roku istniały trzy spółki akcyjne, w których najwięcej udziałów posiadał Heinzel wraz z dziećmi: Spółka Akcyjna wyrobów bawełnianych przy ul. Piotrkowskiej 104 w Łodzi, towarzystwo akcyjne „Heinzel i Kunitzer” na Widzewie przy ul. Rokicińskiej 81, a także farbiarnia i wykończalnia przy ul. Piotrkowskiej 226. Heinzel był uczestnikiem spotkania 26 września 1884 roku z carem Aleksandrem II i jego żoną podczas wycieczki do zameczku myśliwskiego w Spale. Był on, tak jak jego ojciec, zwolennikiem cara. Otrzymał Order św. Stanisława i tytuł honorowego radcy dworu cesarskiego oraz kolegialnego i rzeczywistego radnego Cesarstwa Rosyjskiego.

### Pozostała działalność
Juliusz Teodor Heinzel był filantropem, przewodniczył komitetowi budowy szpitala przy ul. Pańskiej (współcześnie szpital im. WAM). Był koncesjonariuszem Kolei Elektrycznej Łódzkiej, a następnie Łódzkich Wąskotorowych Elektrycznych Kolei Dojazdowych, przyczynił się do powstania linii tramwajowych do Zgierza i Pabianic. W swoim pałacu na Julianowie gościł osoby takie jak: Eugeniusz Bodo, ks. bp Wincenty Tymieniecki, Franciszek Żwirko, sam też bywał gościem Ignacego Daszyńskiego. W 1916 roku w pałacu przy ul. Piotrkowskiej 104 urządził kwestę na rzecz pomocy dzieciom, połączoną z wystawą sztuki, na której wystawił swoje zbiory, w tym m.in. obraz pt. „Patrol powstańczy” Maksymiliana Gierymskiego. Heinzel został prezesem komitetu budującego archikatedrę w Łodzi, a jego rodzina ufundowała w 1912 roku ołtarz główny.